# Robert F. Furchgott
Robert Francis Furchgott (Charleston, SAD, 4. lipnja 1916. -  Seattle, 19. svibnja 2009.), američki biokemičar koji je 1998. dobio Nobelovu nagradu za fiziologiju ili medicinu zajedno s Louis J. Ignarrom i Ferid Muradom. 
Furchgott je 1978. otrkio tvar u endotelnim stanicama (stanicama koje iznutra oblažu krvne žile) koja uzrokuje širenje krvnih žila. Daljnjim radom otkrio je svojstva te tvari i mehanizam djelovanja, te ustanovio da je ta tvar ustvari dušikov oksid (NO), vrlo važan spoj u fiziologiji srca i krvnih žila.

## Vanjske poveznice
- Nobelova nagrada - autobiografija (engl.)